# Masasteron darwin
Masasteron darwin là một loài nhện trong họ Zodariidae.
Loài này thuộc chi Masasteron. Masasteron darwin được Barbara C. Baehr miêu tả năm 2004.